# Sphecodes crassus
De Sphecodes crassus (tên tiếng Anh: brede dwergbloedbij) là một loài Hymenoptera trong họ Halictidae. Loài này được Thomson mô tả khoa học năm 1870.